# 石油石炭税法
石油石炭税法（せきゆせきたんぜいほう、昭和53年4月18日法律第25号）は、石油石炭税の課税物件、納税義務者、課税標準、税率、免税、申告および納付の手続その他石油石炭税の納税義務の履行に関する日本の法律である。制定当時の題名は石油税法であったが、2003年（平成15年）度の税制改正により、2003年（平成15年）10月1日以降、新たに石炭も課税対象となったことに伴い、石油石炭税法に改題された。
1978年（昭和53年）4月18日に公布された。

## 構成
- 第一章　総則（第1条―第7条）
- 第二章　課税標準及び税率（第8条・第9条）
- 第三章　免税及び税額控除等（第10条―第12条）
- 第四章　申告及び納付等（第13条―第18条の2）
- 第五章　雑則（第19条―第22条）
- 第六章　罰則（第23条―第25条）
- 附則

## 下位法令
- 石油石炭税法施行令 - e-Gov法令検索

石油石炭税法施行規則は、存在しない。